# Drochlin (Silésie)
Pour les articles homonymes, voir Drochlin.
Drochlin (prononciation : [ˈdrɔxlin]) est une localité polonaise de la gmina de Lelów, située dans le powiat de Częstochowa en voïvodie de Silésie.